# スパイダーランド
『スパイダーランド』(Spiderland)はアメリカのマスロックバンド、スリントの2ndアルバム。1991年3月27日発売。

## 概要
リリース当時は十分に注目を集めることができず、バンドもリリースの翌年に解散してしまったが、後にモグワイやゴッドスピード・ユー!・ブラック・エンペラーをはじめとする後続のポストロックバンドやマスロックバンドに多大な影響を与えた作品である。

## 収録曲
1. "Breadcrumb Trail" - 5:55
2. "Nosferatu Man" - 5:35
3. "Don, Aman" - 6:28
4. "Washer" - 8:50
5. "For Dinner..." - 5:05
6. "Good Morning, Captain" - 7:38

## 参加ミュージシャン
- ブライアン・マクマハン - ギター、ボーカル
- デヴィッド・パジョー - ギター
- トッド・ブラッシェアー - ベースギター
- ブリット・ウォルフォード - ドラムス、ボーカル、ギター